# Ревенко, Михаил Владимирович
Михаил Владимирович Ревенко (7 января 1956 — 15 марта 2000) — заместитель командующего войсковой оперативной группы по вооружению Северо-Кавказского округа внутренних войск МВД России, полковник. Герой Российской Федерации (2000 г., посмертно).

## Биография
Михаил Ревенко родился 7 января 1956 года в городе Ростов-на-Дону. Русский. В начале 1960-х годов вместе с семьёй переехал в город Волгодонск Ростовской области, где в 1963-1973 годы учился в средней школе №7. В 1973 году поступил в Ростовский институт сельскохозяйственного машиностроения (ныне — Донской государственный технический университет). С 1978 года, после окончания института, работал старшим мастером прессового участка Уралвагонзавода имени Ф. Э. Дзержинского в городе Нижний Тагил Свердловской области.
На военную службу Ревенко был призван в феврале 1981 года. Служил заместителем командира ремонтной роты в Группе советских войск в Германии; с 1986 года проходил службу в Семипалатинской области Казахстана; в августе 1993 года перевёлся во внутренние войска МВД России. В составе данной группы войск Ревенко проходил службу на Северном Кавказе; 13 раз выезжал в служебные командировки в Ингушетию, Чечню и Дагестан.
Погиб 15 марта 2000 года при штурме села Комсомольское Урус-Мартановского района Чеченской Республики. В тяжёлый момент боя сел в танк, за рычаги, направив боевую машину в сторону противника. Действия Ревенко, отвлекшего огонь боевиков на себя, позволили федеральным силам перехватить инициативу и, в конечном итоге, выполнить боевую задачу по взятию села.
Михаил Ревенко был похоронен в городе Ростов-на-Дону на Аллее Героев Северного кладбища.
Указом Президента Российской Федерации № 1474 от 8 августа 2000 года за мужество и героизм, проявленные при исполнении воинского долга, полковнику Ревенко Михаилу Владимировичу присвоено звание Героя Российской Федерации (посмертно).

## Награды
- Медаль «Золотая Звезда» Героя Российской Федерации
- Медаль Суворова
- Медаль «За боевые заслуги»

## Память

Могила Ревенко на Северном кладбище Ростова-на-Дону.

27 февраля 2012 года на фасаде студенческого общежития Донского государственного технического университета в Ростове-на-Дону была открыта мемориальная доска в память о Герое.
В городе Волгодонске Ростовской области школе № 7 в 2001 году было присвоено имя выпускника Героя РФ полковника М. В. Ревенко, погибшего при исполнении служебного долга в Чеченской республике, выпускника этой школы.
20 октября 2008 года в городе Волгодонске у центрального входа средней школы № 7 был открыт бюст Героя России полковника М.В. Ревенко.

## Источник
- Михаил Владимирович Ревенко. Сайт «Герои страны».
- Биография Героя Российской Федерации Михаила Владимировича Ревенко (07.01.1956 — 15.03.2000)